# Tupandi
Tupandi is een gemeente in de Braziliaanse deelstaat Rio Grande do Sul. De gemeente telt 3.931 inwoners (schatting 2009).